# هفوة سياسية
الهفوة السياسية هي خطأ يرتكبه أحد الساسة ويصل إلى عامة الناس. وعندما تصدر هذه الهفوة من سياسي يسعى لاعتلاء منصب ما أو قيادة حزب، يمكن أن تؤثر على نتائج صناديق الانتخابات. وحين تصدر عن ساسة في السلطة، يمكن أن تستغلها المعارضة في النقاشات الحكومية عن السياسات. ويمكن تعريف الهفوات وتقسيمها إلى أنواع مختلفة حسب صورها وأشكالها المتعددة. ولهذا التصنيف أثره، إذ يكون هناك اختلاف من حيث أهمية الهفوة.
ويمكن لوسائل الإعلام المبالغة في عرض الهفوات السياسية كأخبار جانبية للقضايا الأكثر أهمية المطروحة على الساحة. ويرى دفيد وانج أن مجرد وجود كلمة «هفوة» في عنوان أي مقال يشير إلى أن هذا المقال غير جدير بالقراءة ولا يساهم في أية مناقشة سياسية على قدر من الذكاء.

## هفوة كينسلي
تحدث هفوة كينسلي عندما تكشف الهفوة السياسية عن حقيقة لم يكن لدى السياسي نية في الاعتراف بها. وهذا المصطلح مستوحى من مايكل كينسلي الذي قال «إن الهفوة تحدث عندما يفصح سياسي عن حقيقة من الواضح أنه لم يكن من المفترض أن يفصح عنها.»
نموذجيًا، تشير الهفوة السياسية إلى قول أحد الساسة لشيء ما سهوًا يعتقد أنه صحيحة قانونيًا، لكنه لم يحلل عواقب التعبير عن هذه الحقيقة علنًا تحليلاً كاملاً. من التعريفات الأخرى كذلك للهفوة السياسية أن مَن تصدر عنه يؤمن بأنها حقيقة، ويدرك العواقب الخطيرة للتعبير عنها، لكنه يعبر سهوًا للعامة عما لا يُفترَض التعبير عنه. من التعريفات الأخرى البديلة أيضًا أن الساسة يقولون ما يفكرون فيه وقد يكون ذلك سهوًا أو لا مما يسعد المرشحين الآخرين سعادة طاغية. لكن في حين يُظهِر «المرشح المهان» استياءً أو صدمة، ينبغي ألا تبدو عليه أية علامات تدل على السعادة. فقد اُنتقِد الميل للتركيز على ما يُسمَى «الهفوات» في الحملات السياسية كأداة صحفية يمكن أن تؤدي إلى تشتيت الانتباه عن القضايا الحقيقية. وتُصنَف هفوة كينسلي كأحد أنواع «الهفوات السياسية» العامة.'
كينسلي نفسه طرح السؤال التالي: «لماذا ما يقوله سياسي بالصدفة يؤخذ تلقائيًا كإشارة دالة على تفكيره الحقيقي أفضل من شيء يقوله عن قصد؟»
ومصطلح هفوة كينسلي التي وردت في صحيفة «نيويورك تايمز» لا تفرق بين التعبير عن الحقيقة قصدًا أو سهوًا، الأمر الذي قد يمثل بعضه «تعبيرات مثيرة».

## هفوات بارزة مُصنَّفة حسب الدولة

### كندا
- «يفوح تلوث الهواء برائحة المال» – فيليب جالجلاردي.[13][14]
- بيير ترودو وحادث التلفظ بلفظ خارج في البرلمان في عام 1971
- خطاب جاك باريزو عن «المال والتصويت العرقي» في عام 1995
- وصف بيتر ماكاي لصديقته السابقة بليندا ستروناش بالساقطة بعد انضمامها لحزب المعارضة.[15]
- وصف أحد المعارضين بأنه «حيوان زاحف ضار من كوكب آخر يلتهم صغار القطط» في تصريح صحفي - انتخابات أونتاريو العامة، 2003

### بريطانيا العظمى
- وصف جون ماجور لبعض الوزراء في وزارته بالحقارة.[16]
- إشارة جوردون براون لأحد أفراد الجماهير بأنه «يشبه المرأة المتعصبة لرأيها».

### الولايات المتحدة
- رد جيرالد فورد على السؤال المتعلق بهيمنة الاتحاد السوفيتي.[17]
- عبارة «لا أرى ما يعيب في الحفاظ على التطهير العرقي» -- جيمي كارتر[18]
- استخدام جيمي كارتر لعبارة «الشهوة في القلب» في أحد اللقاءات [19]
- سنبدأ التفجير في غضون خمس دقائق. – مزحة ألقاها رونالد ريجان في اختبار لجودة الصوت قبل خطابه الإذاعي الأسبوعي، والتي تسربت فيما بعد

تصريح «* نعم، موضوع الرؤية!» لجورج بوش
- الاغتصاب الشرعي، تود أكين، انتخابات مجلس الشيوخ الأمريكي في ولاية ميزوري، 2012
- الخطاب عن نسبة 47% من المواطنين الأمريكيين الذي ألقاه ميت رومني

## حواشٍ
1. ↑  “. . . the episode is a perfect gaffe precisely because its content was so meaningless. . .” Chait، Jonathan (14 يونيو 2012). "The Origins of the Gaffe, Politics' Idiot-Maker". New York Magazine. مؤرشف من الأصل في 2012-10-20. اطلع عليه بتاريخ 2012-08-04.
2. ↑  However, legally speaking at least, an excited utterance is defined as a spontaneous reaction to a “startling event made under the stress and excitement” arising therefrom. Given that, the unfiltered declaration is deemed to be reliable and an exception to the hearsay rule. Garner، Brian A., Editor in Chief, (1999). Black's Law Dictionary (ط. 7). St. Paul, MN USA: West Publishing. ص. 585. ISBN:0314199500. {{استشهاد بكتاب}}: |الأول1= باسم عام (مساعدة)صيانة الاستشهاد: أسماء متعددة: قائمة المؤلفين (link) صيانة الاستشهاد: علامات ترقيم زائدة (link)

## كتابات أخرى
- Michael Kinsley quotations at Brainy Quote.
- Amira، Dan (14 يونيو 2012). "A Taxonomy of Gaffes". مؤرشف من الأصل في 2012-06-22. اطلع عليه بتاريخ 2012-06-22. {{استشهاد بخبر}}: النص "location-New York, NY USA" تم تجاهله (مساعدة)
- Chait، Jonathan (14 يونيو 2012). "The Origins of the Gaffe, Politics' Idiot-Maker". New York Magazine. مؤرشف من الأصل في 2012-10-20. اطلع عليه بتاريخ 2012-06-22.